# Gryllomorpha dalmatina
Gryllomorpha dalmatina is een rechtvleugelig insect uit de familie krekels (Gryllidae). De wetenschappelijke naam van deze soort is voor het eerst geldig gepubliceerd in 1832 door Ocskay.